# Franciszek Lessel
Franciszek Lessel (ur. ok. 1780 w Warszawie, zm. 26 grudnia 1838 w Piotrkowie Trybunalskim), polski kompozytor i pianista. Pochowany jest na cmentarzu w Ostrołęce niedaleko Pilicy.

## Życiorys
Jego ojciec, Wincenty Ferdynand Lessel, był również kompozytorem i pochodził z Czech; u niego też młody Franciszek pobierał pierwsze lekcje muzyki. Pod koniec 1799 roku wyjechał do Wiednia, gdzie podjął studia kompozytorskie u Josepha Haydna. Haydn i Lessel, mimo różnicy wieku, pozostawali w bardzo bliskich i serdecznych stosunkach. Haydn podobno pożyczał Lesslowi pieniądze, a nawet osobiście kupował mu papier nutowy.
Po śmierci swego mistrza w 1809 Lessel wrócił do Polski. Koncertował (grał na fortepianie i harmonice szklanej, instrumencie w owych latach modnym), udzielał lekcji muzyki, komponował własne utwory. Jego koncerty odbywały się w Wiedniu, Krakowie, Warszawie, a także w Puławach, gdzie jego ojciec, Wincenty, zorganizował orkiestrę na dworze Czartoryskich.
Niepomyślnie ułożyło się życie osobiste Franciszka Lessla – zapałał odwzajemnioną miłością do panny Cecylii Beydale, nieślubnej córki księżnej Izabeli Czartoryskiej. Małżeństwo to jednak okazało się niemożliwe z powodu różnic w urodzeniu i złej sytuacji finansowej kompozytora. Według podania, Wariacje na temat polskiej pieśni ludowej a-moll Lessel napisał właśnie dla Cecylii. Utwór ten jest bardzo efektowny i silnie emocjonalny – szereg dramatycznych i burzliwych wariacji został poprzedzony sentymentalnym tematem głównym, który powraca na koniec jako swoisty epilog.
Po roku 1812 rozgoryczony Lessel zdecydował się zostać administratorem w majątku Gzików koło Kalisza. Sprawy muzyczne w jego życiu zeszły na plan dalszy, nie zaniechał jednak zupełnie komponowania. Od 1823 był pełnomocnikiem dóbr Marii Wirtenberskiej w Pilicy, nadzorował rozbudowę i urządzenie parku romantycznego. W roku 1836 został administratorem w Instytucie Gospodarstwa Wiejskiego w Marymoncie, a w 1837 – inspektorem gimnazjum gubernialnego w Piotrkowie Trybunalskim, gdzie zmarł w następnym roku.

## Twórczość
W wielu publikacjach podaje się, że Franciszek Lessel jest jedynym polskim kompozytorem, który miał szczęście być uczniem Josepha Haydna. Niektóre badania wskazują jednak, że z Haydnem spotykał się też inny polski muzyk - młody Feliks Janiewicz, nie jest jednak zupełnie pewne, czy Janiewicz rozpoczął u Haydna regularne zajęcia (choć jest to bardzo prawdopodobne).
W muzyce Franciszka Lessla słychać wpływy Haydna i Mozarta, jak też silny związek ze stylem brillant. Jego utwory, formalnie konwencjonalne i typowe dla swej epoki, przez długi czas były całkowicie zapomniane, wiele z nich bezpowrotnie zaginęło. Dziś niektóre kompozycje Lessla wydobywane są z niepamięci i wykonywane – do najciekawszych z nich należy Koncert fortepianowy C-dur op. 14 z motywami ludowymi (mazur, pieśń kozacka) w finałowym Rondzie. Na uwagę w jego kompozycjach zasługuje przede wszystkim piękna i ciekawa melodyka.
Lessel jest także autorem kilku sonat fortepianowych nawiązujących w pewnym stopniu do stylu J. Haydna. Są to jedne z najlepszych, a także jedne z niewielu zachowanych polskich sonat fortepianowych z epoki klasycyzmu. Ponadto prezentują one dużą wartość muzyczną i pedagogiczną.

## Wybrane utwory
(źródło)
- Śpiewy historyczne do słów Juliana Ursyna Niemcewicza na głos i fortepian
- Adagio et Rondeau a la Polonaise op. 9 na fortepian i orkiestrę
- Koncert fortepianowy C-dur op. 14
- 6 symfonii (zachował się tylko finał jednej z nich)
- Kantata na dzień św. Cecylii
- utwory kameralne (m.in. Trio fortepianowe E-dur op. 5)
- sonaty fortepianowe, utwory na fortepian solo – m.in. popularne „Wariacje na temat polskiej pieśni ludowej” a-moll, polonezy

## Dyskografia
- 1998 : String and Flute Quartets – Acte Préalable AP00006
- 1999 : Complete Piano Works vol. 1 – Acte Préalable AP0022
- 1999 : Complete Piano Works vol. 2 – Acte Préalable AP0023
- 2000 : Piano Concerto, St. Cecilia Cantata – Acte Préalable AP0055
- 2006 : Chamber Works – Acte Préalable AP0143
- 2008 : Grand Duetts For Two German Flute Op. 1 – Acte Préalable AP0178